# Gallai István (labdarúgó, 1957)
Gallai István (Komló, 1957. november 5. –) labdarúgó, középpályás.

## Pályafutása
Az NB II-ben 1976-ban mutatkozott be a Komlói Bányászban. 1978 és 1985 között az Pécsi MFC labdarúgója volt. Az élvonalban 1978. augusztus 26-án mutatkozott be a Székesfehérvári MÁV Előre ellen, ahol csapata 1–0-s vereséget szenvedett. Tagja volt az 1978-as magyar kupa-döntős csapatnak. Az élvonalban 120 mérkőzésen szerepelt és három gólt szerzett. 1985 nyarától ismét a Komlóban szerepelt. 1989 tavaszán a Baja játékosa lett. 1990-től a PVSK-ban szerepelt. Később a finn másodosztályú IFK Vaasában játszott.
1998-tól a Pogány edzője volt. A 2000-es években Finnországban volt edző.

## Sikerei, díjai
- Magyar kupa (MNK)
  - döntős: 1978